# Рябий Денис Владиславович
Денис Владиславович Рябий (нар. 4 серпня 2001, Чернівці, Україна) — український футболіст, півзахисник футбольного клубу «Вікторія». Брат-близнюк футболіста Артема.

## Життєпис

### Ігрова кар'єра
Вихованець футбольної школи «Буковина» (Чернівці). У чемпіонаті України (ДЮФЛ) виступав за чернівецьку «Буковину» — 70 матчів, 9 голів. З вересня 2018 року виступав за юнацький (U-19) склад «Буковини» у всеукраїнській лізі юніорів — 17 матчів, 2 голи. У 2019 році грав за команду Чернівецької області УСК «Довбуш».
Весною 2020 року підписав контракт із головною командою, за яку дебютував 29 серпня того ж року в матчі кубка України проти «Ужгорода». А вже 6 вересня вперше зіграв у чемпіонаті України (друга ліга) в матчі проти «Діназа», загалом в друголіговій першості провів 22 поєдинки.
У першій українській лізі дебютував 27 серпня 2022 року в матчі проти «Епіцентра», Денис вийшов на поле в стартовому складі та відіграв 78 хвилин. Упродовж сезону взяв участь у 13 офіційних матчах. 22 жовтня 2023 року Денис провів 50-й офіційний матч у «футболці» чернівецької «Буковини».
По завершенню 2023/24 сезону за обопільною згодою сторін залишив команду, за чотири сезони у складі «жовто-чорних» Денис зіграв за рідний клуб у 59 офіційних матчах (із них 34 у першоліговій першості) в усіх турнірах.
У липні 2024 року підписав контракт з першоліговим клубом із Сумщини: «Вікторія», проте на передсезонних навчально-тренувальних зборах зазнав важкої травми та «випав» на тривалий термін. Тому дебютував за нову команду після вище вказаних причин, тільки аж наприкінці літньо-осінньої частини, а саме: 8 листопада 2024 року у матчі 16-го туру групи «Б» Першої ліги України проти харківського «Металіста 1925», вийшовши на заміну наприкінці зустрічі.

## Цікаві факти
- Включений у збірну 9-го туру першого етапу Першої ліги України 2022/23 за версією Sportarena.com – позиція лівий захисник[5].
- Включений у збірну 8-го туру першого етапу Першої ліги України 2023/24 за версією Sportarena.com – позиція лівий захисник[6].
- Включений у збірну 10-го та 12-го туру першого етапу Першої ліги України 2023/24 за версією Sportarena.com – позиція правий захисник[7][8].

## Статистика
Станом на 7 серпня 2025 року
| Сезон     | Команда               | Чемпіонат  | Чемпіонат | Чемпіонат | Кубок | Кубок | Кубок |
| Сезон     | Команда               | Змаг.      | Матчі     | Голи      | Змаг. | Матчі | Голи  |
| --------- | --------------------- | ---------- | --------- | --------- | ----- | ----- | ----- |
| 2020—2021 | «Буковина» (Чернівці) | Друга ліга | 15        | 0         | КУ    | 1     | 0     |
| 2021—2022 | «Буковина» (Чернівці) | Друга ліга | 7         | 0         | КУ    | 1     | 0     |
| 2022—2023 | «Буковина» (Чернівці) | Перша ліга | 13        | 0         | —     | —     | —     |
| 2023—2024 | «Буковина» (Чернівці) | Перша ліга | 21        | 0         | КУ    | 1     | 0     |
| 2024—2025 | «Вікторія» (Суми)     | Перша ліга | 6         | 0         | КУ    | 0     | 0     |
| 2025—2026 | «Вікторія» (Суми)     | Перша ліга | 1         | 0         | КУ    | 0     | 0     |